# 洗礼者ヨハネ誕生教会

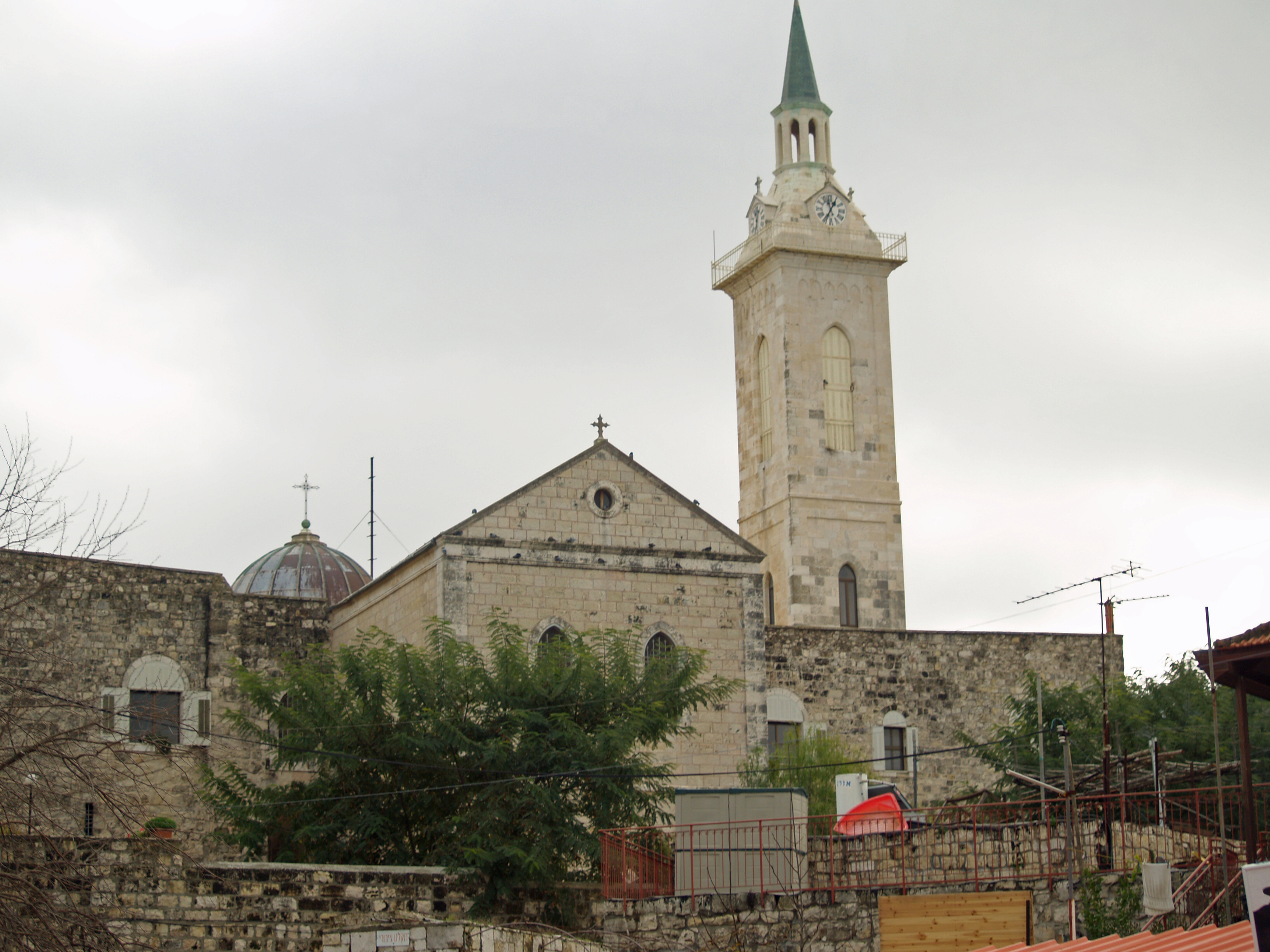
洗礼者ヨハネ教会（エン・カレムのカトリック教会）

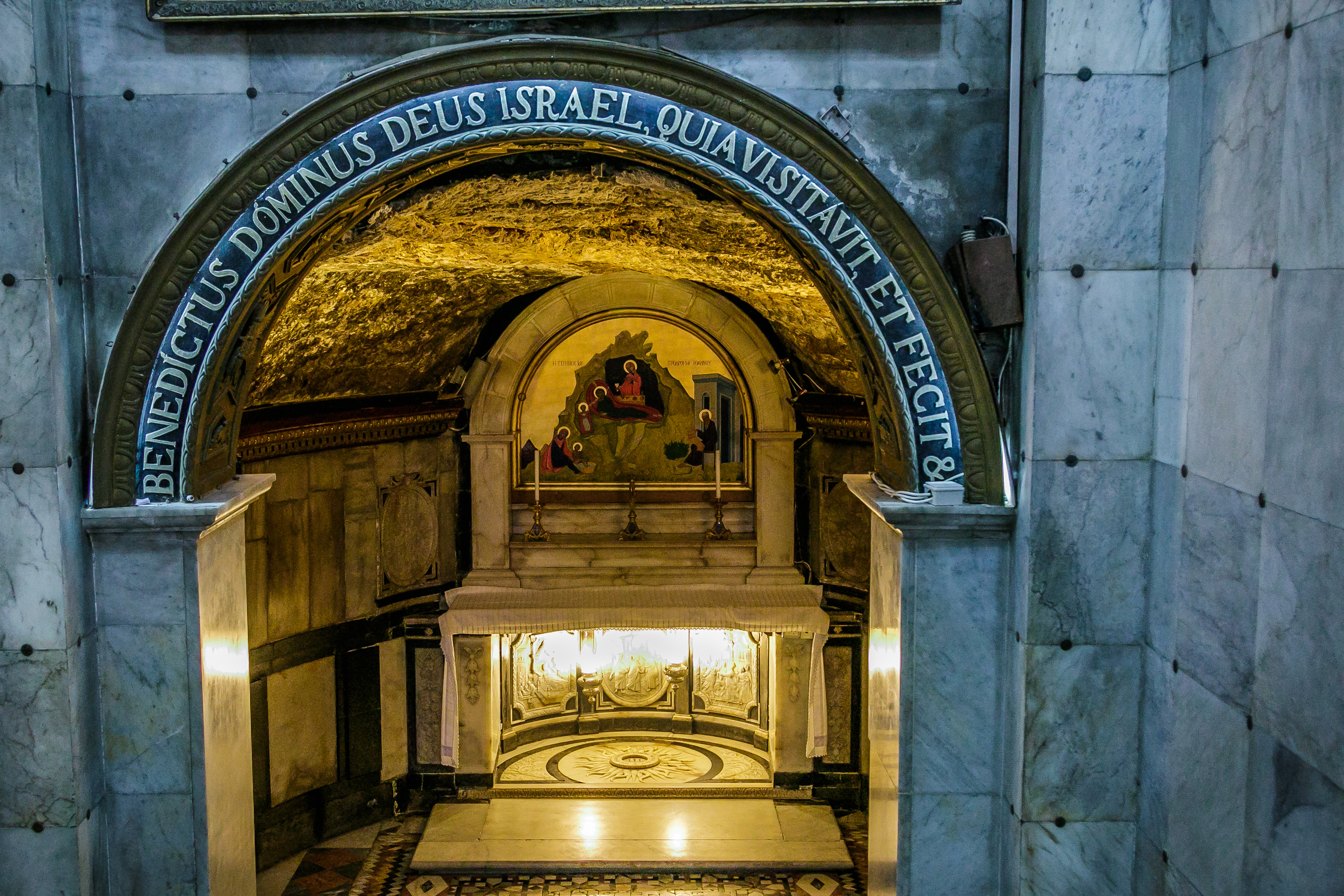
教会地下の洞窟入り口の上に「ザカリアの賛歌」の出だし（ラテン語）

洗礼者ヨハネ教会（せんれいしゃよはねきょうかい、英語: Church of St. John the Baptist, Ein Karem）は、イスラエル・エルサレム西郊外のエン・カレムにある教会で、洗礼者ヨハネが生まれたと伝えられる所に建てられている。

## 概要
洗礼者ヨハネ教会はイスラエル・エルサレム西郊外のエン・カレムにある教会で、洗礼者ヨハネが生まれたと伝えられる所に建てられている。現在の教会堂は1674年にスペイン王国によるもので、カトリック教会フランシスコ会に属する。
『新約聖書』にはこの地で洗礼者ヨハネが生まれたとは記述はないが、「ルカによる福音書』第1章39節には、聖母マリアが後に洗礼者ヨハネとなる子を身ごもったいとこのエリサベツとその夫ザカリアを「ユダの山里」に訪ねたと記録されている。それがエン・カレムであると信じる人々によって、この教会が建てられた。
地下の洞窟の入り口には、洗礼者ヨハネの父・ザカリアが歌った賛歌（ベネディクトゥス）の出だし（ルカによる福音書1:68）がラテン語で書かれていて、また教会と外界を隔てる巨大な塀には全文（ルカによる福音書68～78）が日本語（カトリック教会口語訳、「ザカリアの歌」）や中国語も含む各国語で掲げられている。  
なお、洗礼者ヨハネ教会という名称は、他に世界の様々な教会でも使われている。

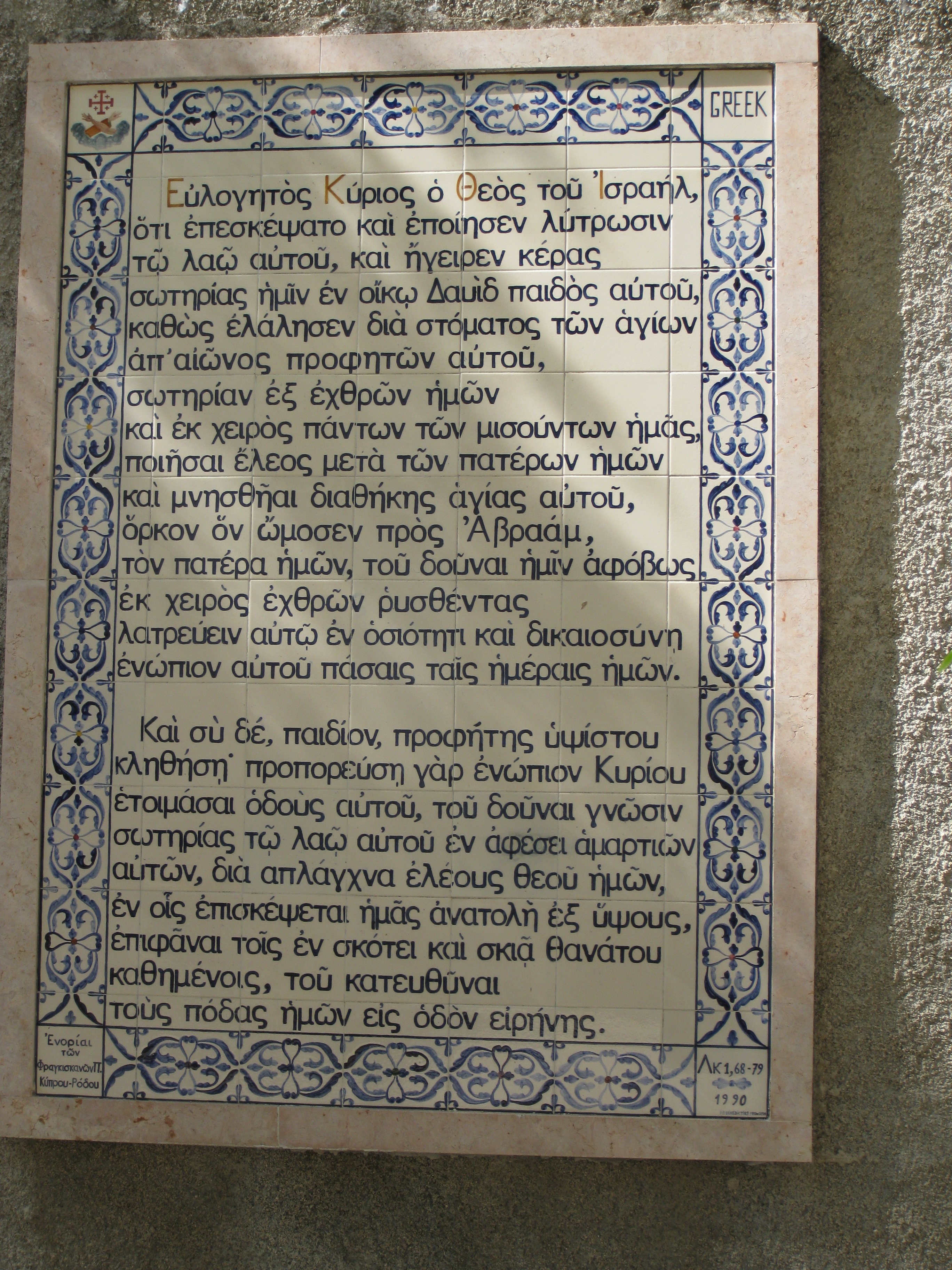
教会の塀にある「ザカリヤの賛歌」（ギリシャ語）
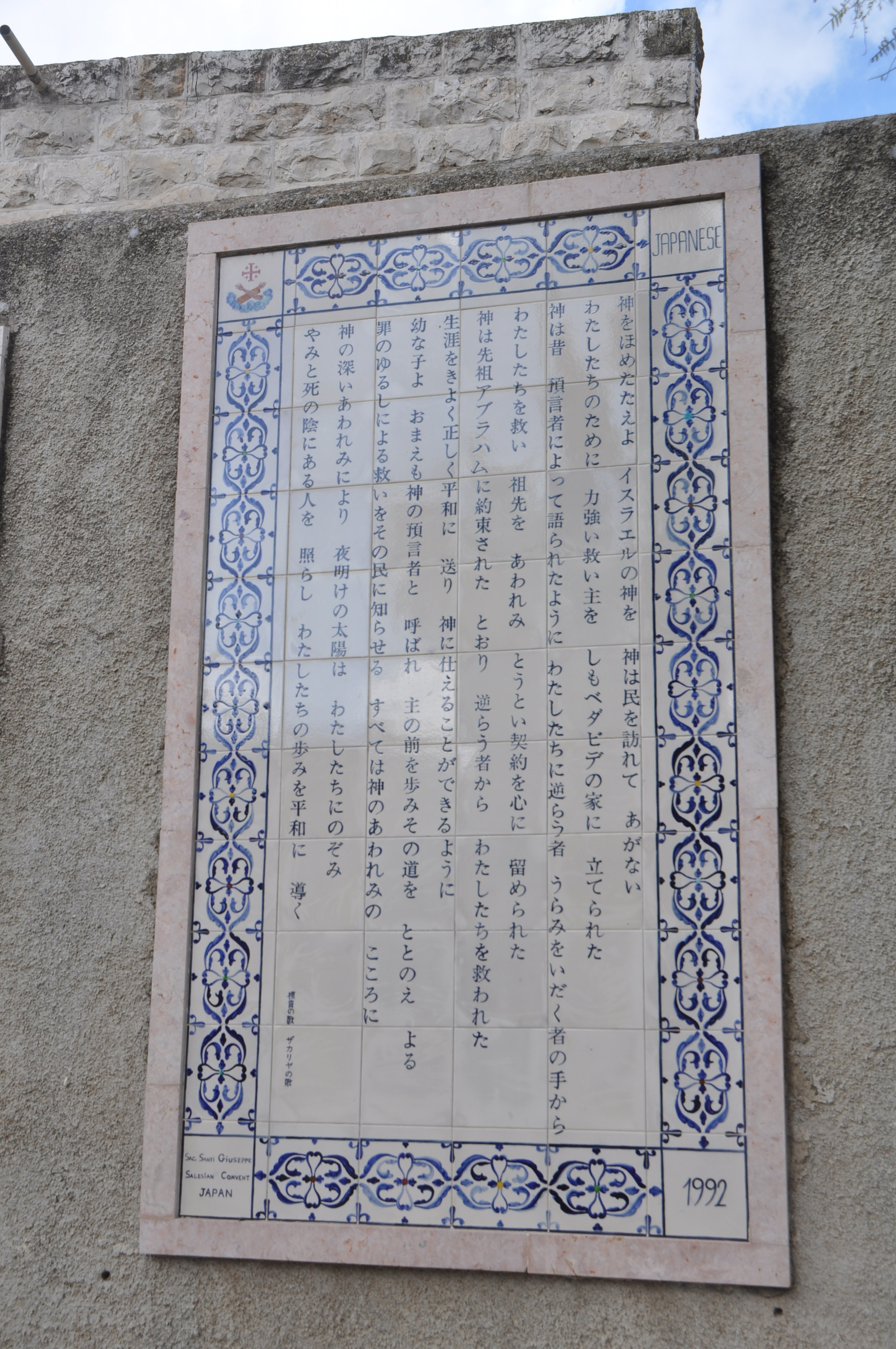
ザカリヤの賛歌（日本語）
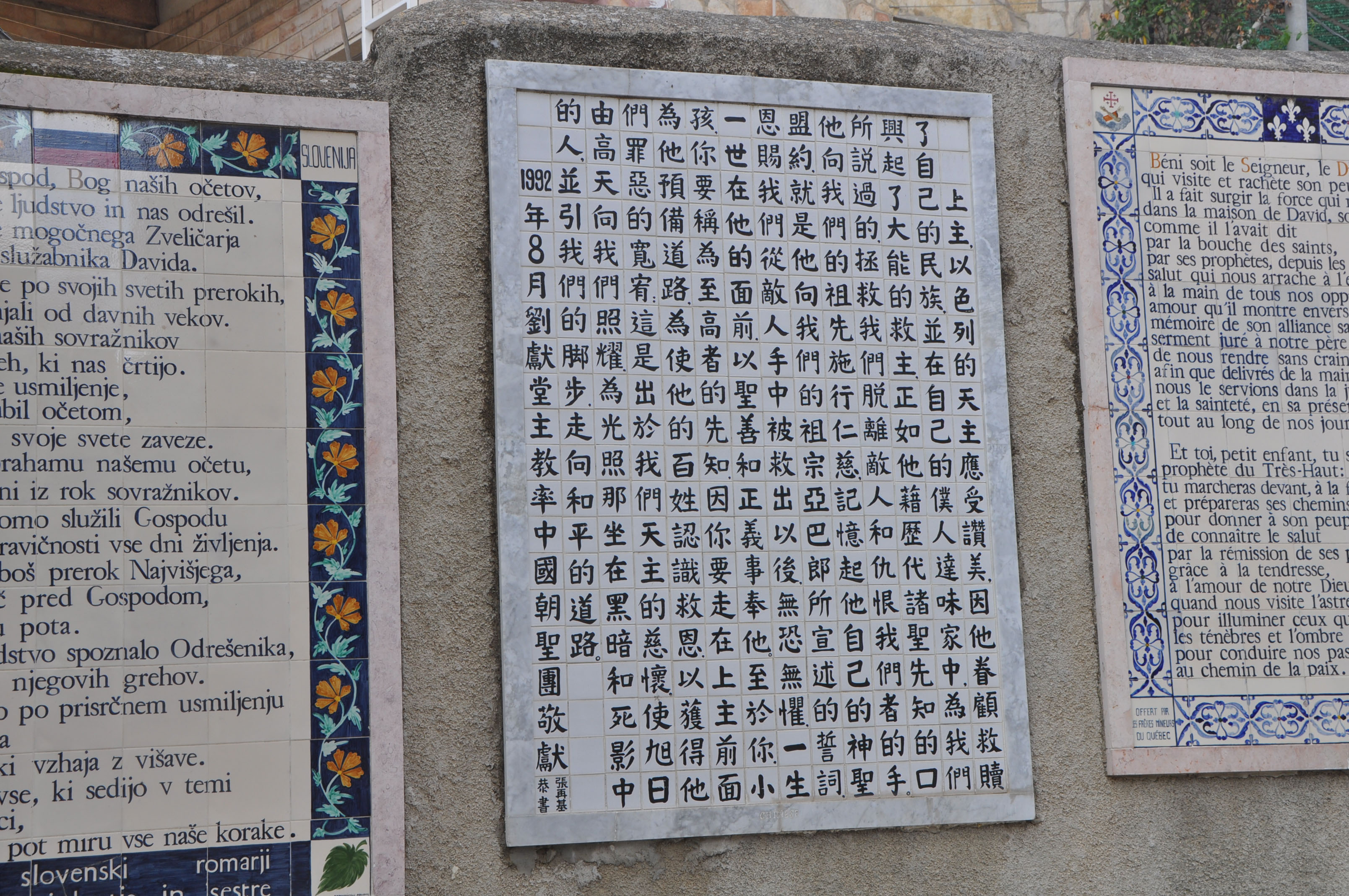
ザカリヤの賛歌（中国語）

## 参照項目
- 訪問教会

座標: 北緯31度46分05秒 東経35度09分47秒 / 北緯31.768度 東経35.163度